# Åkrehamn
Åkrehamnⓘ ist eine Kleinstadt in der Kommune Karmøy auf der Insel Karmøy in der Fylke (Provinz) Rogaland im Süden Norwegens. Åkrehamn hat 8099 Einwohner und eine Fläche von 4,37 km². Die Stadt erhielt am 2002 den Stadtstatus. Bis 1986 war Åkrehamn die administrative Verwaltungsstadt der Kommune Karmøy.

## Geographie
Åkrehamn liegt in der Landschaft Haugaland an der Westküste der Insel Karmøy südlich des Fjordarmes Veavågen. Der im Stadtgebiet liegende See Tjøsvollvatnet ist Bestandteil des seit 1996 bestehenden Tjøsvollvatnet Naturreservates.
Der Sandstrand Åkrasanden wurde im Jahr 2014 zum schönsten Strand Norwegens gewählt.

## Sehenswürdigkeiten

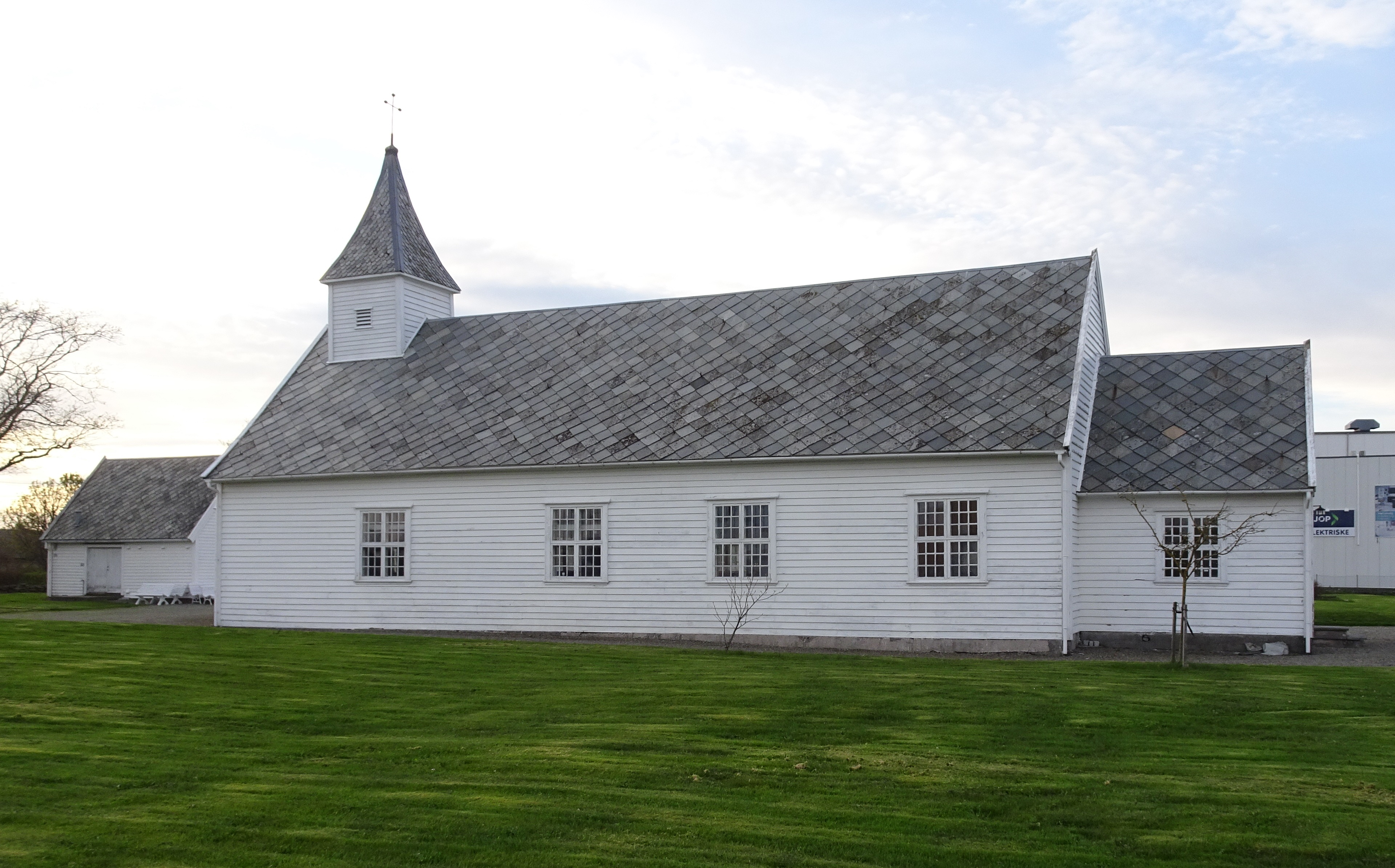
Die alte Kirche von Åkrehamn

Westlich des Fylkesvei 47 steht die alte Kirche von Åkra. Es ist eine lange Holzkirche aus dem Jahr 1821 und war bis zum Neubau der Kirche Åkra im Jahr 1985  die Gemeindekirche.
Das Åkrehamn Küsten Museum (bis 2007 Rogaland Fischereimuseum) befindet sich in der Nähe des Hafens der Stadt.

## Verkehr
Åkrehamn liegt am Fylkesvei 13, der von Süden nach Norden eine Hauptverbindung auf der Insel Karmøy ist und weiter nördlich auf die Europastraße 134 führt.